# Jerry Orbach

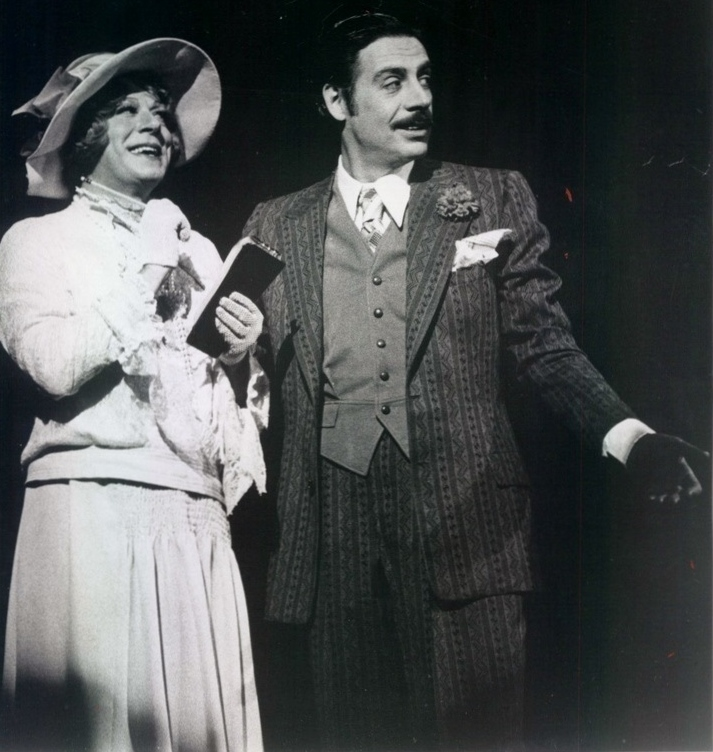
Michael O'Haughey y Jerry Orbach actuando en el musical Chicago.

Jerry Orbach (nacido como Jerome Bernard Orbach; 20 de octubre de 1935 - 28 de diciembre de 2004) fue un actor estadounidense, nació en el Bronx, Nueva York. Hijo único de Emily Olexy, cantante de radio, y León Orbach, gerente de un restaurante judío sefardí y artista de vodevil, Orbach fue criado como católico, una afiliación religiosa que más tarde sostuvo su personaje icónico, el detective Lennie Briscoe.
Orbach ganó un concurso de canto cuando todavía estaba en la escuela primaria, aunque no tenía educación formal al respecto. En la escuela, se oriento hacia las artes escénicas aún más en su adolescencia, aunque para entonces su familia había abandonado la ciudad de Nueva York y se había establecido en Waukegan, Illinois, donde se graduó de la escuela secundaria en 1952. Luego Orbach pasó un año en la Universidad de Illinois y otros dos en Universidad Northwestern, justo al norte de Chicago, una escuela reconocida por su departamento de teatro. Cuando ya no pudo pagar la matrícula, abandonó y se dirigió a la ciudad de Nueva York, donde continuó su formación en el Actors Studio de Lee Strasberg.

## Éxitos en Broadway
En Broadway, Orbach se estableció como un actor experimentado. Su primer papel notable fue el de El Gallo en el musical de larga duración "The Fantasticks". Orbach también protagonizó producciones de "The Threepenny Opera", "Carnival!" (una versión musical de la película "Lili") y reposiciones de "Guys and Dolls" y "Cradle Will Rock". En 1955, hizo una breve aparición como cliente de una barbería en la película de "Guys and Dolls". 
Recibió el Premio Tony por su actuación en Promises, promises y también actuó en 42nd Street.  

## Éxito del cine y la televisión
En la década de 1980, Orbach comenzó a trabajar regularmente en cine y televisión. Obtuvo reconocimiento por su interpretación del detective de policía corrupto Gus Levy en el drama criminal del cineasta Sidney Lumet Prince of the City. También apareció en las películas de romance de baile Dirty Dancing con Patrick Swayze y en la comedia dramática de Woody Allen "Crimes and Misdemeanors" como el gánster asesino Jack Rosenthal. Orbach inicialmente interpretó el personaje de Gary McGruder en la breve serie de televisión de 1987 The Law and Harry McGraw, y luego repitió el papel como estrella invitada en un episodio de Murder, She Wrote. 
Hizo la voz del candelabro Lumiere en la película de dibujos animados de Disney La Bella y la Bestiay la del capitán Zachary Foxx en la serie de dibujos animados La patrulla galáctica (Los Guardianes de la Galaxia, en Latinoamérica; The Adventures of Galaxy Rangers en Estados Unidos).

## Su legado en la serieLaw & Order
La carrera de Orbach alcanzó su punto máximo de popularidad con su papel del detective Lennie Briscoe en el drama criminal de larga duración Law & Order. Briscoe se convirtió en uno de los detectives más populares de la televisión y TV Guide lo clasificó entre los "50 mejores detectives de televisión de todos los tiempos". Orbach firmó para protagonizar la serie spin off Law & Order: Trial by jury, en Latinoamérica se llamó (Ley y orden: juicio por jurado). 

## Vida Personal
Orbach se casó con Marta Curro en 1958, con quien tuvo dos hijos, Anthony Nicholas y Christopher Benjamin, antes de divorciarse en 1975. En 1979, se casó con la bailarina de Broadway Elaine Cancilla, a quien había conocido durante el musical Chicago. Permanecieron casados hasta su muerte. 

## Muerte
Orbach abandonó el elenco de la serie de televisión Law and Order, en la que había trabajado por 12 temporadas, para incorporarse al elenco de la serie spin off Law & Order: Trial by jury, en Latinoamérica se llamó (Ley y orden: juicio por jurado), en la que volvería a interpretar al detective Lennie Briscoe. 
El actor había empezado la producción de la nueva serie cuando fue diagnosticado con cáncer de próstata, pero su representante aseguró que su recuperación sería inmediata, sin embargo falleció antes de filmar dos episodios completos. Ambos episodios se emitieron en marzo de 2005, y en uno de ellos, el capítulo "Vista desde aquí arriba", sirvió como homenaje al actor. 
A finales de diciembre de 2004, Orbach murió en el Memorial Sloan-Kettering Cancer Center de la ciudad Nueva York. Al día siguiente de su muerte, las marquesinas de Broadway fueron marcadas con paños negros en señal de luto, uno de los más altos honores que se pueden llegar a otorgar en el teatro estadounidense.

## Legado y Homenajes

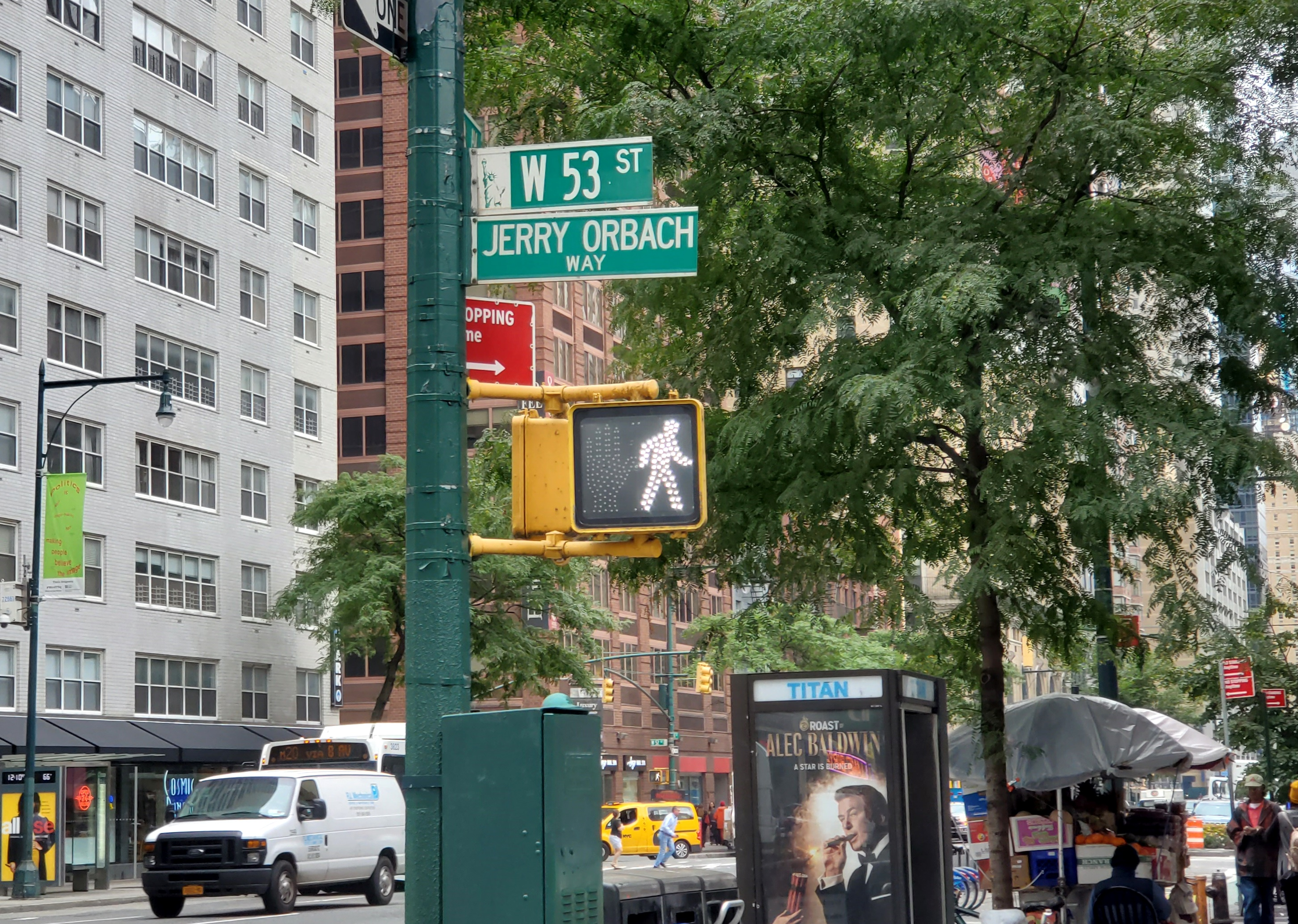
Avenida renombrada en homenaje a Jerry Orbach ubicada entre la intersección de la 8ª Avenida y la calle 53 en la ciudad de Nueva York.

En septiembre de 2007, entre la intersección de la 8ª Avenida y la calle 53 en la ciudad de Nueva York pasó a llamarse Jerry Orbach Way, es una calle cercana al domicillio en el cual había vivido sus últimos años, en un edificio de gran altura y donde frecuentaba varios restaurantes italianos. Al principio, la junta de planificación local se resistió a la medida, pero prevaleció la popularidad de Orbach y el afecto de los habitantes de la ciudad. Falleció de cáncer de próstata el 28 de diciembre de 2004, después de luchar contra la enfermedad durante una década, según su agente, Robert Malcolm. Tras su muerte, Orbach había solicitado que sus ojos fueran donados para ayudar a otros. Este deseo se cumplió cuando una córnea fue para una persona que necesitaba corrección de miopía, mientras que la otra fue para alguien con problemas de hipermetropía. Su viuda, Elaine Cancilla, falleció el 1 de abril de 2009 a causa de una neumonía a la edad de 69 años. El novelista Kurt Vonnegut, fanático de la obra del actor, dijo en una entrevista de radio en 2005: "Sabes, la gente me pregunta: '¿Quién preferirías haber sido si no pudieras ser tú mismo?'... Sin ninguna duda, Jerry Orbach... hablé con él una vez y fue encantador." 

## Filmografía
- Law & Order
- Law & Order: Trial by jury